# Budweiser (Anheuser-Busch)
Budweiser ([ˈbʌdwaɪzər]) — американский светлый лагер, выпускающийся компанией AB InBev. Представлен в 1876 году компанией Carl Conrad & Co. из Сент-Луиса, Миссури. Budweiser — самое продаваемое пиво в США.
Budweiser также может относиться к неродственному светлому лагеру Budweiser Budvar, происходящему из Ческе-Будеёвице, Чехия, производимому пивоварней Budějovický Budvar. Параллельное существование двух отдельных брендов с одинаковым названием стало причиной ряда споров между ними по поводу товарных знаков. Обычно либо Anheuser-Busch, либо Budějovický Budvar получают эксклюзивное право на использование названия Budweiser на определённом рынке. Anheuser-Busch обычно использует бренд Bud для своего пива, когда Budweiser недоступен.

## История

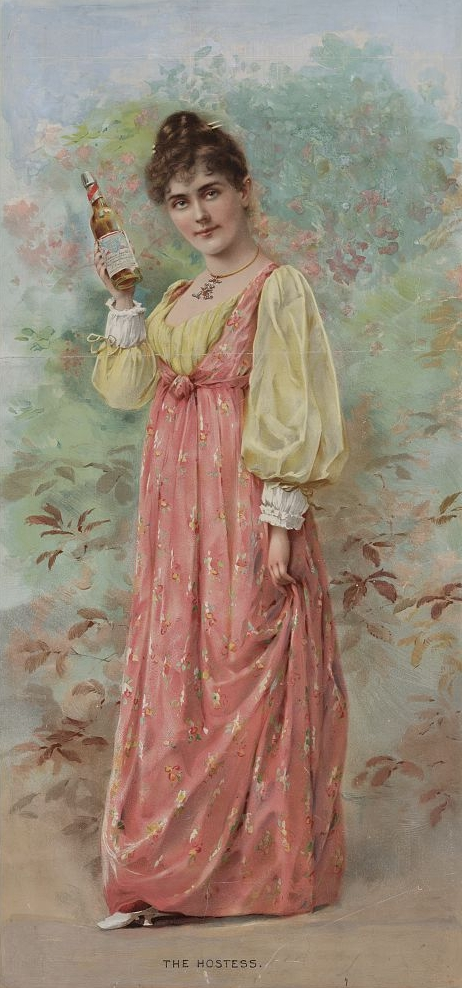
Реклама Budweiser 1892 года.

История американского Budweiser началась в 1876 году, когда один из совладельцев расположенной в Сент-Луисе (штат Миссури) семейной пивоварни Anheuser-Busch Адольфус Буш посетил Богемию и, вернувшись в Америку, решил начать производство пива богемского типа. Поскольку за основу нового сорта пива были взяты рецептуры мастеров из городка Ческе-Будеёвице, он был назван в соответствии с принятой там традицией Budweiser (буквальный перевод с немецкого «будеёвицкое»). В будущем такой выбор названия стал причиной более чем столетнего конфликта относительно права использования торговой марки Budweiser между Anheuser-Busch и чешской пивоварней Budweiser Budvar.
Несмотря на задекларированное даже в названии нового сорта пива соответствие чешским пивоваренным традициям, состав и вкусовые качества американского Budweiser существенно отличались от европейского аналога, что позволило говорить о появлении в США собственного типа пива, которое получило название американский лагер, и родоначальником которого принято считать именно пиво производства Anheuser-Busch. К 1901 году Budweiser уже имел статус общенационального пива в США, и объёмы его годового производства превысили 1 млн баррелей (около 117 млн литров). Пиво Budweiser был одним из первых продуктов, при производстве которого в промышленных масштабах использовались холодильные установки и пастеризация. Применение пастеризации уже с 1877 года позволяло значительно повысить срок годности пива и, соответственно, делало возможным его транспортировку на дальние расстояния, что способствовало завоеванию этим пивом общеамериканского рынка.
Традиционный Budweiser фактически не выпускался во время действия Сухого закона в США в 1920—1933 годах, когда компания-производитель существовала за счёт выпуска сортов пива с минимальным содержанием алкоголя, в том числе и под названием Budweiser, а также за счёт производства пищевых продуктов. По окончании срока действия Сухого закона Budweiser восстановил свою популярность в США, не в последнюю очередь благодаря беспрецедентной акции, во время которой в течение 5 дней все желающие могли попробовать это пиво бесплатно.
Впоследствии позиции Budweiser на рынке США и в дальнейшем усиливались благодаря масштабным рекламным кампаниям, спонсорской поддержке популярных спортивных событий и т. д. В 2000-х годах уже более половины продаж пива на рынке США приходились на продукцию Anheuser-Busch, чьим самым массовым и популярным продуктом является именно Budweiser. Кроме того, пиво этой торговой марки активно продвигалось на внешние рынки, как через экспорт, так и через лицензионные соглашения с иностранными пивоваренными компаниями. Уже с 1957 года Budweiser считалось пивом с наибольшими объёмами продаж в мире.
В 2008 году контрольный пакет акций Anheuser-Busch был приобретён международной бельгийско-бразильской корпорацией InBev. Образованная в результате этого поглощения корпорация Anheuser-Busch InBev стала крупнейшим производителем пива в мире, а Budweiser стал одним из трёх мировых брендов этого пивоваренного гиганта, наряду с Beck's и Stella Artois. Сейчас пиво этой торговой марки производится в нескольких странах мира и представлено на более чем на 70 национальных пивных рынках. Из-за спора относительно названия Budweiser на некоторых рынках, в частности, в большинстве стран Европейского союза, продаётся под торговой маркой «Bud».

## Разновидности
Ведущим сортом бренда Budweiser является так называемый американский лагер с содержанием алкоголя 5 %, при производстве которого, кроме стандартных для традиционных лагеров ингредиентов, используется рисовая крупа. Кроме него, в разные времена под торговыми марками Budweiser и Bud производили или продолжают производить ещё несколько сортов пива, в частности:
- Budweiser Select — облегчённый низкокалорийный светлый лагер с содержанием алкоголя 4,3 %.
- Budweiser American Ale — полутемный эль с содержанием алкоголя 5,3 %.
- Budweiser 4 — облегчённый светлый лагер с содержанием алкоголя 4,0 %.
- Bud Light — лёгкое пиво с содержанием алкоголя 4,0 %[2].
- Bud Ice — ледовое светлое пиво с содержанием алкоголя 5,5 %.
- Bud Dry — светлое пиво с содержанием алкоголя 5,5 %.
- Bud TRADE MARK — светлое пиво с содержанием алкоголя 5,0 %.
- Bud Non Alcoholic — светлое пиво с содержанием алкоголя менее 0,5 %

## В популярной культуре
Неоднократно упоминается в сериале «Хорас и Пит»